# Route nationale 846
Die Route nationale 846, kurz N 846 oder RN 846, war eine französische Nationalstraße auf Korsika, die von 1933 bis 1973 von der Route nationale 198 in Torra zum Col de Saint-Antoine führte. Ihre Länge betrug 24 Kilometer.